# Wiseton
Wiseton – osada i civil parish w Anglii, w Nottinghamshire, w dystrykcie Bassetlaw. W 2001 civil parish liczyła 89 mieszkańców. Wiseton jest wspomniana w Domesday Book (1086) jako Wisetone.